# Kōmei

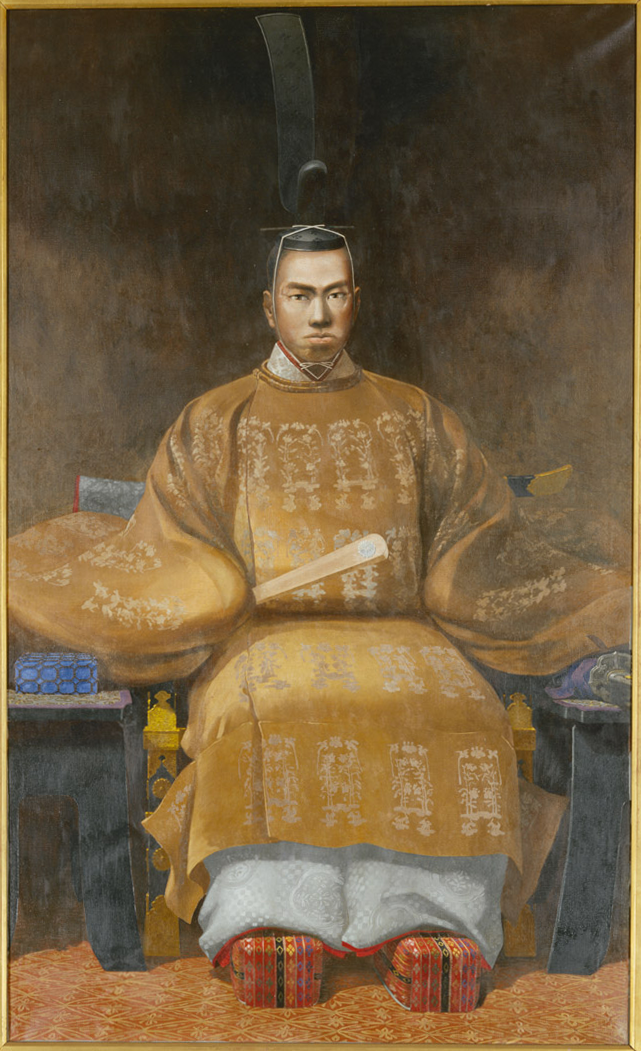
Kōmei (gemalt im Jahre 1902 von Koyama Shōtarō)

Kaiser Kōmei (jap. 孝明天皇, * 22. Juli 1831; † 30. Januar 1867) war der 121. Tennō von Japan. Seine Regierungszeit begann am 10. März 1846 und endete mit seinem Tod am 30. Januar 1867. Sein Geburtsname war Osahito (統仁) und sein Titel war Hiro-no-miya (煕宮, „Prinz Hiro“).

## Leben
Kōmeis Vater war der Tennō Ninkō, seine Mutter Ōgimachi Masako (正親町 雅子). Er bestieg mit 14 Jahren den Thron.
In seiner Regierungszeit, in der die eigentliche politische Macht beim Shogunat in Edo lag, öffnete sich Japan erzwungenermaßen nach außen. Ein US-amerikanisches Flottengeschwader unter Kommodore Matthew Perry erzwang im Jahr 1854, gestützt auf die militärische Übermacht durch überlegene Feuerwaffen (Kanonenbootpolitik), eine Öffnung des japanischen Reichs für den Handel. Die Nachgiebigkeit des Shōguns führte zur Auseinandersetzungen im Lande: Die Tozama Daimyō und der Hofadel unter Führung Iwakura Tomomis setzten sich für eine Wiederherstellung des Kaisertums unter dem Schlagwort „Ehret den Kaiser, vertreibt die Barbaren!“ (sonnō jōi) ein.
Kōmei war gegen die Politik des Shogunats. Die Autorität des Shogunats schwand aus diesem Grund und es plante im Sinne einer Gegenwehr, die Verbindung zwischen dem kaiserlichen Hof und dem Shogunat zu stärken. Zu diesem Zweck heirateten Prinzessin Kazu no Miya (1846–1872), eine Schwester Kōmeis, und der Shōgun Tokugawa Iemochi einander.
Kōmei starb nach kurzer Krankheit am 30. Januar 1867 an Pocken. Zeitgenössischen Gerüchten zufolge wurde er von Iwakura Tomomi, einem Anhänger der Sonnō-jōi-Bewegung, ermordet, weil der Tennō auf die Annäherungspolitik des Shogunats eingegangen war.
Ihm folgte sein Sohn Kaiser Meiji, der die Meiji-Restauration mit der Wiederherstellung der Macht des Kaisertums in Japan einleitete. Während unter seinem Nachfolger 31 Mal eine neue Ära proklamiert wurde, führte Kaiser Komei keine neue Ära ein.

## Daten
| Titel          | Kaiser Komei (孝明天皇; Kōmei tennō) |
| Eigenname      | Osahito (統仁) |
| Lebenszeit     | 1831–1867 |
| Regierungszeit | 1846–1867 |
| Vater          | Ninkō |
| Mutter         | Ōgimachi Masako (正親町 雅子) |
| Frauen         | Kaiserin Kujō Asako (九条 夙子) Nakayama Yoshiko (中山 慶子) Bōjō Tadako (坊城 伸子) Horikawa Motoko (堀河 紀子) Imaki Shigeko (今城 重子) |
| Kinder         | 2 Söhne (darunter Kaiser Meiji) und 4 Töchter                                                                                              |
| Grab           | Nochi no Tsukinowa no Higashiyama no misasagi (後月輪東山陵)                                                                               |